# That's My Girl
"That's My Girl" é uma canção do grupo estadunidense Fifth Harmony, contida em seu segundo álbum de estúdio 7/27 (2016). Foi escrita por Tinashe Kachingwe, Alexander Kronlund e Lukas Loules, com a produção ficando a cargo desses dois últimos. O seu lançamento como o terceiro single do disco ocorreu em 27 de setembro de 2016, dia o qual foi enviada para as rádios mainstream estadunidenses, através da Epic Records. Foi o ultimo single de trabalho com a ex-integrante Camila Cabello.

## Antecedentes e lançamento
Em setembro de 2015, a integrante Camila Cabello disse que o grupo iria "começar a gravar o álbum" ainda naquele mês. Cinco meses depois, antes do anúncio oficial do disco, a integrante Ally Brooke falou sobre o novo CD antes de seu anúncio oficial, dizendo que o mesmo tem "som diferente" e que era "um passo à frente". O primeiro single do 7/27, "Work from Home", foi lançado no final de fevereiro de 2016 juntamente com a pré-venda do disco; o nome deste faz alusão ao dia em que, na segunda temporada do The X Factor, em 2012, as cantoras se formaram como uma girl group.
Em agosto de 2016, as cantoras fizeram um vídeo promocional de "That's My Girl" para os Jogos Olímpicos de Verão de 2016, o qual além das artistas, aparecem atletas americanas treinando ginástica artística. Neste mesmo mês, um jornalista anunciou o lançamento da faixa como o terceiro single do disco. A sua emissão como tal ocorreu para as rádios mainstream estadunidenses, sendo adicionada em 27 de setembro do mesmo ano. Mais tarde, em 12 de outubro, foi adicionada para o mesmo gênero de rádio no Reino Unido.

## Composição
"That's My Girl" é uma canção electropop e R&B, composta e produzida por Alexander Kronlund e Lukas Loules, com escrita adicional de Tinashe. A mixagem ficou a cargo de Serban Ghenea e a masterização de Dave Kutch. A sua instrumentação, que além de trompete, contém sintetizadores e batidas de clube, foi comparada por críticos com o single "Worth It", gravada pelo grupo para o álbum Reflection e lançada em 2015 como single.
Segundo o Renowned for Sound, "os versos e suas amostras de buzina ausentes a partir da segunda metade da canção para os versos e refrão mal correspondentes juntos tornam uma produção desajeitada, que também se destaca como uma escolha de single confusa". Liricamente, a faixa fala sobre o empoderamento e independência feminina. O refrão da canção foi comparado ao das canções do grupo britânico The Saturdays, além de ser dito pela Digital Spy como "poderoso o suficiente para lançar uma missão da NASA".

## Faixas e formatos
| Download digital |                  |         |  |
| N.º              | Título           | Duração |  |
| 1.               | "That's My Girl" | 3:24    |  |

## Desempenho nas tabelas musicais
| Tabela musical (2016)                             | Melhor posição |
| ------------------------------------------------- | -------------- |
| Austrália (ARIA Charts)                           | 54             |
| Bélgica (Ultratrip Flanders)                      | 8              |
| Bélgica (Ultratrip Wallonia)                      | 30             |
| Brasil (Billboard Brasil Hot 100)                 | 73             |
| Canadá (Canada Hot 100)                           | 54             |
| Canadá (CHR/Top 40 Billboard)                     | 28             |
| Canadá (Hot AC Billboard)                         | 41             |
| Hungria (Rádiós Top 40)                           | 23             |
| Indonésia (CreativeDisc Top 50)                   | 3              |
| Irlanda (Irish Recorded Music Association)        | 46             |
| Japão (Japan Hot 100)                             | 68             |
| Nova Zelândia (NZ Top 40 Heatseekers Singles)     | 5              |
| Escócia (Official Charts Company)                 | 12             |
| Estados Unidos (Billboard Hot 100)                | 73             |
| Estados Unidos (Billboard Pop Songs)              | 19             |
| Estados Unidos (Billboard Dance/Mix Show Airplay) | 39             |
| Reino Unido (UK Singles Chart)                    | 26             |
| Chéquia (Rádio Top 100)                           | 63             |

| País (Empresa)        | Certificação |
| --------------------- | ------------ |
| Canadá (Music Canada) | Ouro         |
| Estados Unidos (RIAA) | Ouro         |
| Polônia (ZPAV)        | Ouro         |
| Reino Unido (BPI)     | Prata        |